# جونو (ترانه)
«جونو» (انگلیسی: Juno) ترانه‌ای از خواننده آمریکایی، سابرینا کارپنتر از ششمین آلبوم استودیویی او به نام مختصر و مفید (۲۰۲۴) است. متن ترانه توسط کارپنتر و ایمی آلن و تهیه کنندهٔ ترانه، جان رایان نوشته شده است. این ترانه در ۲۳ اوت ۲۰۲۴ به عنوان دهمین قطعهٔ آلبوم توسط آیلند رکوردز منتشر شد. «جونو» یک ترانهٔ پاپ است که از دیسکوی دهه ۱۹۸۰ تأثیر گرفته و دربارهٔ جذب شدیدش به یک مرد صحبت می‌کند و این که آرزو دارد باردار شده و فرزند او را داشته باشد.
منتقدان موسیقی به‌طور کلی نظر مثبتی دربارهٔ «جونو» داشتند و از تولید آن تعریف کردند. اما اشعار جنسی آن نقدهای متفاوتی به همراه داشت؛ بعضی آن را یکی از «شهوتی‌ترین» ترانه‌های کارپنتر دانستند و برخی دیگر آن را ناخوشایند یافتند. این ترانه در استرالیا، ایرلند، نیوزیلند و سنگاپور به جمع ۲۰ آهنگ برتر رسید و در برخی کشورهای دیگر نیز وارد جدول‌های موسیقی شد. کارپنتر این ترانه را در فهرست ترانه‌های تور کنسرت ۲۰۲۴–۲۰۲۵ خود، به نام مختصر و مفید قرار داد و در هر اجرا به شوخی پوزیشن‌های جنسی مختلف آن را به‌طور خاص اجرا می‌کند.